# Gy 2007
Gy 2007 (Gymnasieskola 2007) var en planerad utbildningsreform som skulle innebära stor förändringar i den svenska gymnasieskolan. Reformen stoppades av den då nytillträdde skolministern Jan Björklund i oktober 2006. Delar av reformen, bland annat lärlingsutbildningar, infördes senare med utbildningsreformen Gy 2011.